# Армянская бумага

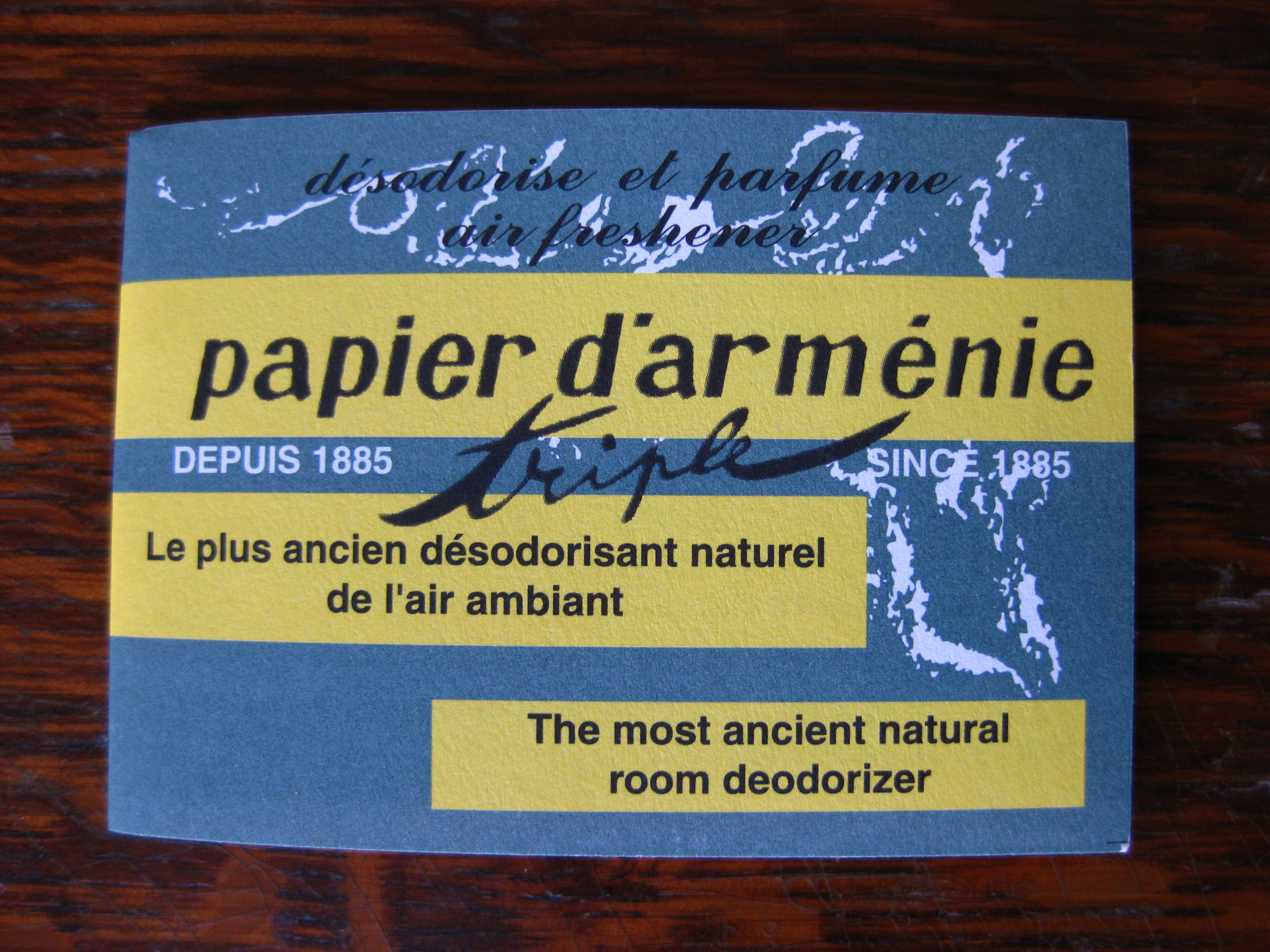
Упаковка Papier d’Armenie

Армянская бумага - это разновидность благовоний, которая производилась на протяжении веков. Бумага пропитана эссенциями, ароматизаторами или эфирными маслами для достижения парфюмерного или очищающего эффекта. Примеры армянской бумаги включают Papier d'Arménie , которая производится во Франции, и Carta d'Armenia, которая производится в Италии. Бумагу держат над лампой накаливания или кладут на сильно нагретую металлическую поверхность (например на утюг). Впервые «Papier d’Armenie» была произведена во Франции в 1885 году.

## История создания
В конце XIX века Огюст Понсо учился в Оттоманской Империи и во время своих путешествий, обнаружил приятный аромат в домах армян. Как оказалось, армяне жгут смолу стиракса, чтобы ароматизировать и освежать воздух, а при необходимости — дезинфицировать помещение. Эту идею он решил реализовать во Франции в качестве коммерческого продукта совместно с фармацевтом Анри Ривьером. Для этого стиракс и другие ароматические вещества растоворялись в 90-процентном спирте, которым затем пропитывали промокательную бумагу. Этот продукт стал популярным и получил медали на выставках по гигиене 1888 и 1889 годов.

## Рецепт
В дореволюционных сборниках, можно найти несколько рецептов «Ароматической бумаги».
«Из курительных препаратов чаще всего требуется курительная бумага. Она приготовляется следующим способом. Пропитывают непроклеенную пропускную бумагу сначала раствором селитры, а затем, когда бумага полностью высохнет, пропитывают следующей смесью:
- 250 частей фиалкового корня (в порошке)
- 100 частей росного ладана (в порошке)
- 12 частей мирры (в порошке)
- 10 частей мускуса искусственного (в порошке)
- 1000 частей 95%-ного спирта или одеколона

Эту смесь настаивают в продолжение месяца, затем фильтруют. Бумагу пропитывают большими листами, а затем разрезают на полоски с надписями фирмы и названия. Бумагу эту называют или французской или армянской».

## Настоящее
«Papier d’Armenie» до сих пор производится и продаётся во Франции, где основным производителем уже более 120 лет является фабрика Papier d’Armenie в парижском районе Монруж. В Италии под названием «Carta D’Armenia», производится во Флоренции в Officinia Profumo Farmaceutica di Santa Maria Novella. Приобрести «Армянскую бумагу» можно главным образом в магазинах парфюмерии и аптеках.
В 2006 году во Франции праздновали «Год Армении», к этому событию французский парфюмер Фрэнсис Куркджиян создал новую, юбилейную композицию для Papier d’Arménie.